# John W. Riddle

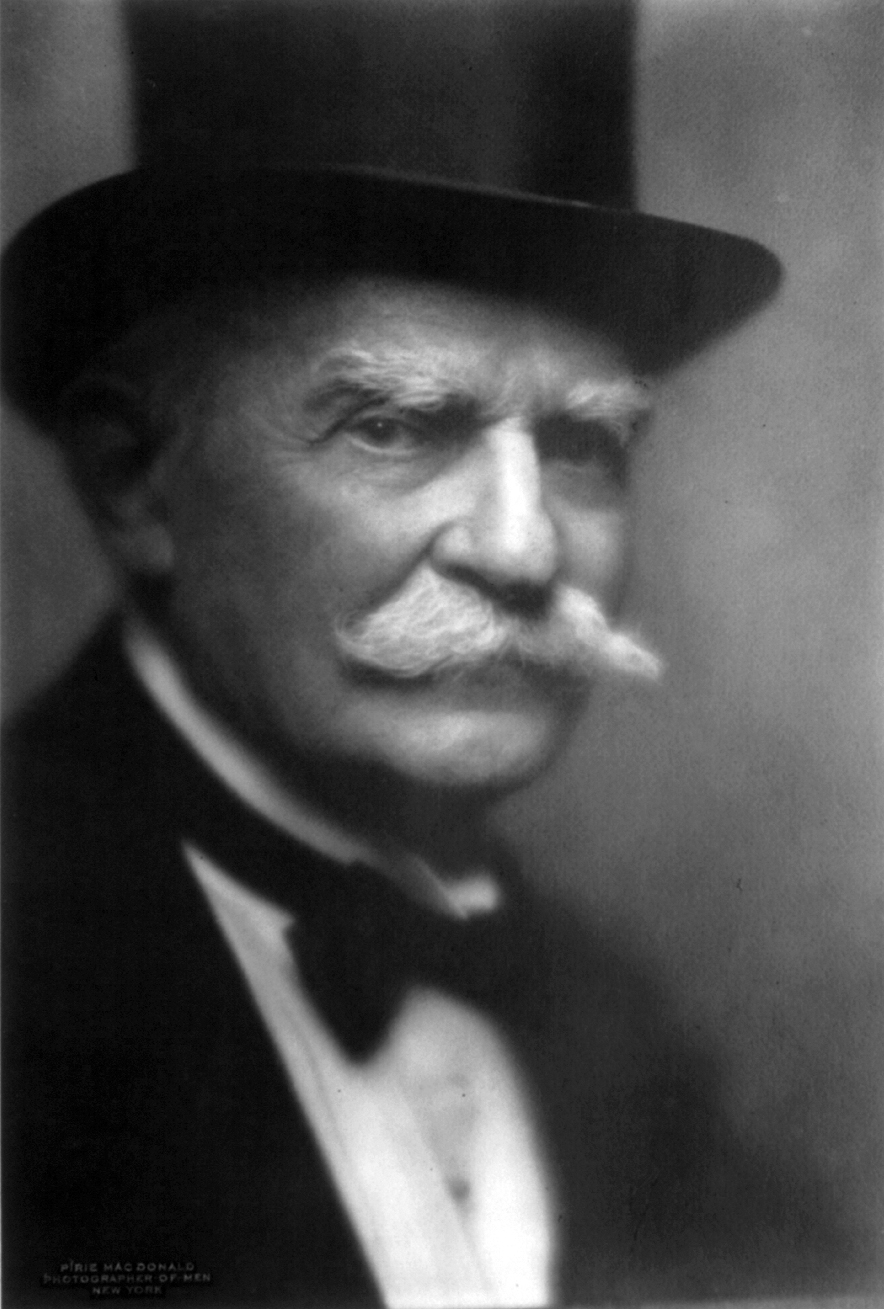
John W. Riddle (1930)

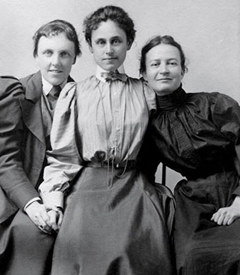
Riddle war seit 1916 mit der Architektin und Spiritistin Theodate Pope Riddle (links) verheiratet.

John Wallace Riddle (* 12. Juli 1864 in Philadelphia, Pennsylvania; † 8. Dezember 1941 in Farmington, Connecticut) war ein US-amerikanischer Diplomat, der unter anderem zwischen 1907 und 1909 Botschafter der Vereinigten Staaten im Russischen Kaiserreich sowie von 1922 bis 1925 Botschafter in Argentinien war.

## Leben
John Wallace Riddle war der Sohn des gleichnamigen John Wallace Riddle (1838–1863) und dessen Ehefrau Rebecca Blair McClure Riddle (1839–1911). Nachdem sein Vater am 26. November 1863 im Alter von 25 Jahren bereits vor der Geburt des Sohnes verstorben war, heiratete seine Mutter den Rechtsanwalt Charles Eugene Flandrau (1828–1903), der als Captain im Unionsheer im Sezessionskrieg diente und später Richter am Minnesota Supreme Court, dem Obersten Gerichtshof von Minnesota war. Aus dieser zweiten Ehe seiner Mutter gingen zwei Halbbrüder hervor, und zwar der Schriftsteller und Essayist Charles Macomb Flandrau (1871–1938) und William Blair McClure Flandrau (1875–1938). Er absolvierte ein grundständiges Studium an der Harvard University, welches er 1887 beendete, sowie ein postgraduales Studium der Rechtswissenschaften an der Law School der Columbia University, das er 1890 abschloss. Nachdem er Studiengänge am Institut d’études politiques de Paris und am Collège de France besucht hatte, trat er als Foreign Service Officer in den diplomatischen Dienst des Außenministeriums ein.
Am 8. September 1903 wurde Riddle zum Diplomatischen Agenten in Ägypten und Generalkonsul in Kairo ernannt. Nach der Bestätigung durch den US-Senat wurde die Ernennung am 24. November 1903 erneuert, woraufhin er am 28. März 1904 seine Akkreditierung als Nachfolger von John G. Long übergab. Er verblieb auf diesem Posten bis zum 9. Juni 1905 und wurde daraufhin von Lewis M. Iddings abgelöst. Bereits am 8. März 1905 wurde er wiederum zum Gesandten der Vereinigten Staaten im Königreich Rumänien ernannt, wo er am 3. Oktober 1905 als Nachfolger von John B. Jackson sein Beglaubigungsschreiben überreichte. Dieses Amt hatte er bis zum 23. Januar 1907 inne, woraufhin Horace G. Knowles ihn ablöste. Zugleich war er nach seiner Ernennung am 8. März 1905 und der Übergabe der Akkreditierung am 7. Mai 1906 bis zum 23. Januar 1907 in Personalunion als Gesandter im Königreich Serbien mit Amtssitz in Bukarest akkreditiert.
Am 19. Dezember 1906 wurde John W. Riddle zum Botschafter der Vereinigten Staaten im Russischen Kaiserreich ernannt und überreichte dort am 8. Februar 1907 als Nachfolger von George von Lengerke Meyer seine Beglaubigung. Auf diesem diplomatischen Posten verblieb er bis zum 8. September 1909 und wurde danach von William Woodville Rockhill abgelöst. Zuletzt wurde Riddle, der Mitglied der Republikanischen Partei war, am 18. November 1921 zum Botschafter in Argentinien, wo er am 8. März 1922 als Nachfolger von Frederic Jesup Stimson seine Akkreditierung übergab. Er behielt diesen Posten bis zum 28. Mai 1925, woraufhin Peter Augustus Jay ihn ablöste.
Riddle war seit dem 6. Mai 1916 mit der Architektin und Spiritistin Theodate Pope Riddle (1867–1946) verheiratet, einzige Tochter und Erbin des Industriellen und Kunstsammlers Alfred Atmore Pope (1842–1913). Er starb 1941 und wurde nach seinem Tod auf dem Riverside Cemetery in Farmington beigesetzt.